# Savalou-attakè
Savalou-attakè est l'un des quatorze arrondissements de la commune de Savalou dans le département des Collines au centre du Bénin.

## Géographie
L'arrondissement de Savalou-attakè est situé au centre du Bénin et compte 6 villages. Il s'agit de : 
- Azokangoudo
- Kovedji
- Honnoukon
- Sokpa
- Logbo
- N'gbehan.

## Démographie
Selon le recensement de la population de 2013 conduit par l'Institut national de la statistique et de l'analyse économique (INSAE), Savalou-attakè compte 10347 habitants  .